# Бассетло
Бассетло (англ. Bassetlaw) — неметрополитенский район (англ. non-metropolitan district) в церемониальном графстве Ноттингемшир в Англии. Административный центр — город Уэрксоп.

## География
Район расположен в северной части графства Ноттингемшир, граничит на западе с графствами Саут-Йоркшир и Дербишир, на севере и востоке — с гафством Линкольншир.

## Состав
В состав района входят 3 города:
- Ретфорд
- Уэрксоп
- Харворт

и 68 общин (англ. civil parish).